# Запорожская и Мелитопольская епархия
Запорожская и Мелитопольская епархия (укр. Запорізька і Мелітопольська єпархія) — епархия Украинской Православной Церкви (Московского патриархата). В настоящее время объединяет приходы и монастыри на северо-западной части территории Запорожской области.
Кафедральный город — Запорожье. Кафедральные соборы — Покровский (Запорожье), Андреевский (Запорожье), Александро-Невский (Мелитополь).

## История
23 июня 1917 года было учреждено Александровское викариатство, названное по городу Александровск (ныне город Запорожье). С 1927 года — Александровское и Павлоградское викариатство Екатеринославской (затем Днепропетровской) епархии. Викарные епископы продолжали назначаться на неё вплоть до 1933 года.
В 1992 году решением Священного Синода Украинской Православной Церкви была создана самостоятельная Запорожская и Мелитопольская епархия на территории Запорожской области, выделением из Днепропетровской епархии.
29 марта 2007 года из состава Запорожской епархии была выделена самостоятельная Бердянская епархия, к которой отошли юго-восточные районы области — Бердянское, Куйбышевское, Пологовское, Приморское, Токмакское, Нововасильевское, Гуляйпольское и Черниговское благочиния.
Решением Священного Синода УПЦ от 18 апреля 2008 года Приазовский и Акимовский районы Запорожской области включены в состав Бердянской епархии.
Решением Священного Синода УПЦ от 14 апреля 2009 года из состава Запорожской епархии выведен Васильевский район Запорожской области и включён в состав Бердянской епархии.

## Епископы
Александровское викариатство Екатеринославской епархии
- Евлампий (Краснокутский) (30 июля 1917—1921)
- Серафим (Силичев) (10 марта 1922 — апрель 1924; по другим данным, 7 октября 1921 — 1922[1])
- Стефан (Андриашенко) (28, по другим данным, 15[1] апреля 1924 — 13 декабря 1933)

Запорожская епархия
- Василий (Злотолинский) (27 июля 1992 — 14 апреля 2009)
- Иосиф (Масленников) (14 апреля 2009 — 23 декабря 2010)
- Лука (Коваленко) (с 23 декабря 2010)

## Благочиннические округа
- Веселовский
- Водянский
- Вольнянский
- Запорожский больничный
- Запорожский городской
- Запорожский районный левобережный
- Запорожский районный правобережный
- Мелитопольский
- Новониколаевский
- Ореховский